# Craterolophus
Craterolophus is een geslacht van kwallen uit de familie van de Craterolophidae. 

## Soorten
- Craterolophus convolvulus (Johnston, 1835)
- Craterolophus macrocystis von Lendenfeld, 1884